# Myosotis discolor
Espèce
Synonymes
- Myosotis fallacina Jord. ex Boreau[1]
- Myosotis scorpioides var. collina Ehrh.[1]
- Myosotis versicolor var. minor Gaudin, 1828[1]

Myosotis discolor est une espèce de plantes à fleur annuelle de la famille des Boraginaceae. Ce Myosotis à tige grêle est caractérisé par ses fleurs de différentes couleurs pâles d'abord jaunes puis bleues, à la tige ornée de 4 à 5 petites feuilles caulinaires, les deux supérieures étant quasi-opposées. Il est proche de Myosotis dubia qui s'en distingue par ses plus de 8 feuilles caulinaires et ses deux supérieures alternes. Ces deux espèces partagent le même milieu originel : les pelouses sèches acidiphiles européennes. La plante s'est diffusée dans une grande partie du monde.

## Noms français
Ce taxon porte en français les noms vulgarisés et normalisés suivants : Myosotis versicolore,,,, Myosotis discolore,,,, Myosotis à deux couleurs,, Myosotis bicolore,, Myosotis changeant,, Myosotis de deux couleurs et Myosotis à fleurs changeantes.

## Description

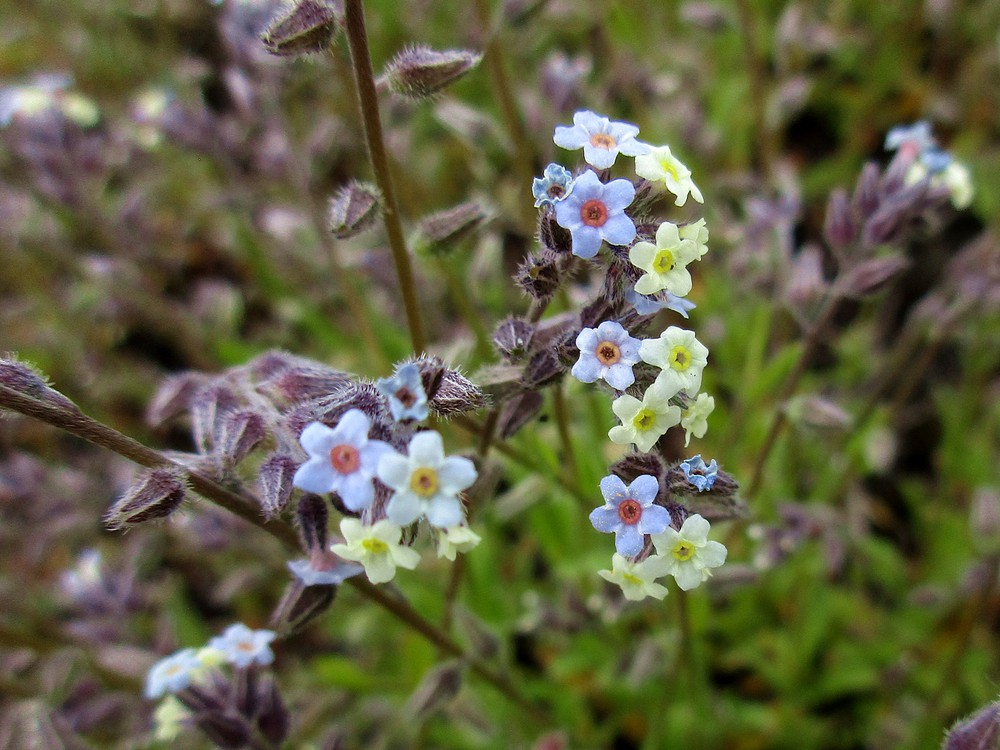
Myosotis discolor en floraison

Le Myosotis discolore est une petite plante grêle sans rejets stériles mesurant de 10 à 20 cm de haut. Elle possède 4 ou 5 feuilles à la base de sa tige, les deux supérieures étant plus ou moins opposées. Leur face inférieure est dépourvue de poils crochus. Les deux cymes sont nues.
Son inflorescence est composée de deux cymes à peu près de même longueur et occupant à maturité au moins la moitié de la plante entière. Son calice est campanulé, il possède des poils étalés, souvent crochus au moins à sa base et ses dents sont bien différenciées même à maturité. Sa corolle est jaune pâle au début puis vire avec l'âge au bleu pâle. Au début de la floraison, elle peut aussi, mais rarement, être jaune d'or. Ces deux couleurs sont la plupart du temps visibles sur plusieurs fleurs car la floraison, comme celle des autres Borraginacées, est progressive. Le limbe de la fleur est concave et mesure de 1,5 à 4 mm de diamètre. Son pollen sphérique mesure 17 μm de diamètre.
Le calice fructifère est ouvert et inférieur à 3 mm de diamètre, le pédicelle étant de taille inférieure à ce calice. Le fruit est une nucule supérieure à 1 mm de long, c'est-à-dire un akène à paroi très dure. Elle est noire à brun très sombre et possède une marge ; sa surface d'insertion n'est pas remplie de tissu spongieux comme peut l'être celle de Myosotis ramosissima.

## Écologie et répartition

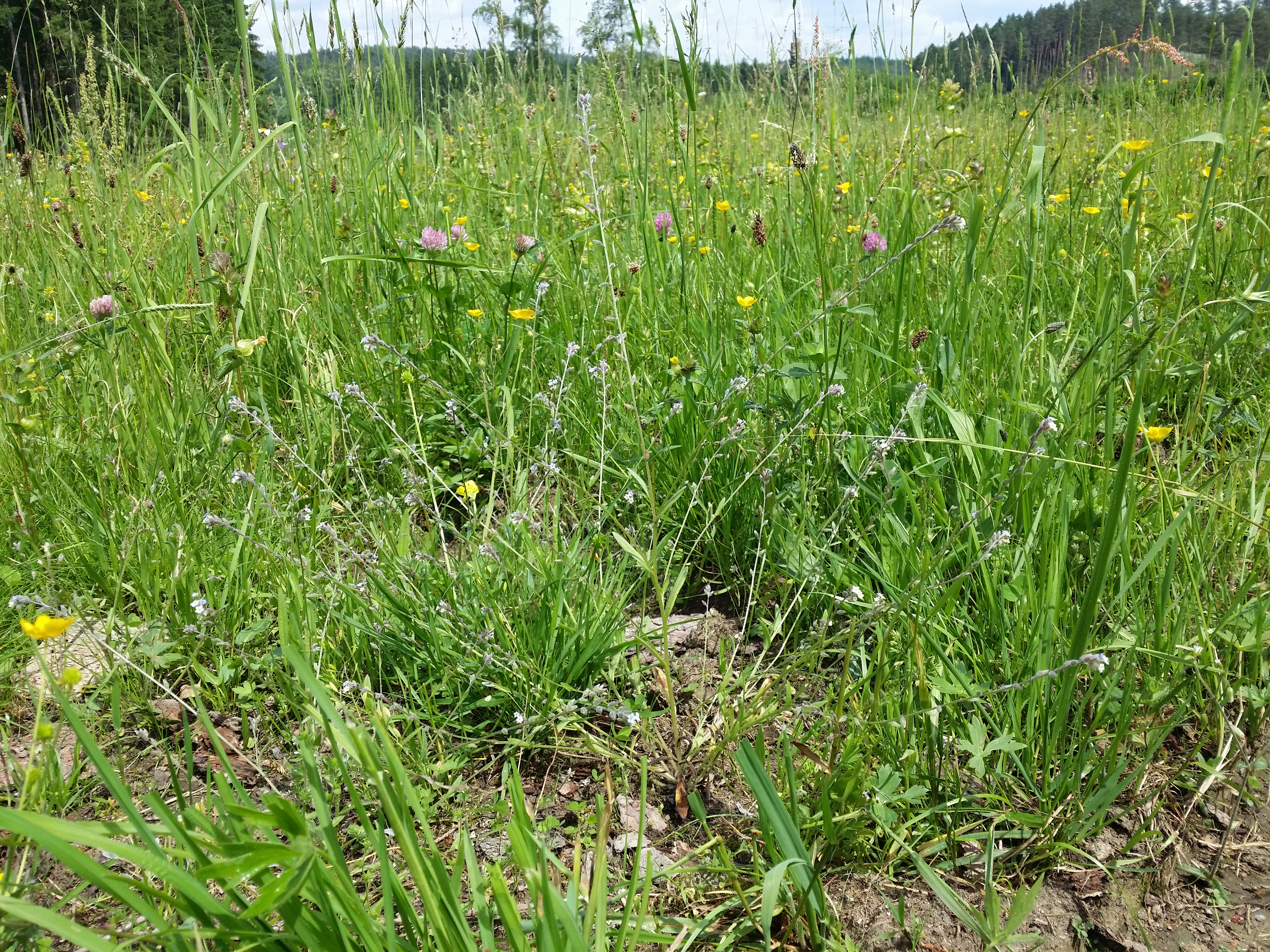
Biotope de Myosotis discolor

Le Myosotis discolore est une thérophyte qui fleurit du printemps au début de l'été jusqu'à 1200 m d'altitude.
Cette espèce est caractéristique des tonsures des pelouses sèches du centre de l’Europe sur sol acide et sableux, avec pour cheffes de file la Teesdalie à tige nue et la Canche précoce. Ce sont des micro-biotopes où la terre est nue au milieu de la végétation vivace. Ces zones où la concurrence est faible sont favorables à l'installation de petites espèces annuelles à durée de vie généralement courte. Elles résultent d'un surpâturage par les animaux d'élevage, d'un broutage intensif par les lapins, de la présence de taupinières ou  de l'érosion naturelle dans les zones en pentes,,.
Myosotis discolor est une plante d'origine européenne et nord-africaine qui a été introduite sur l'ensemble de l'Amérique du Nord, au sud et au nord de l'Amérique du Sud ainsi qu'en Afrique du Sud, au Japon, en Australie et en Nouvelle Zélande,.

## Sous-espèces
Selon GBIF (14 janvier 2022) :
- Myosotis discolor subsp. canariensis (Pit.) Grau
- Myosotis discolor subsp. discolor
- Myosotis discolor subsp. rosmarina Valdés
- Myosotis discolor subsp. rosmatina Valdés